# Solomon Northup

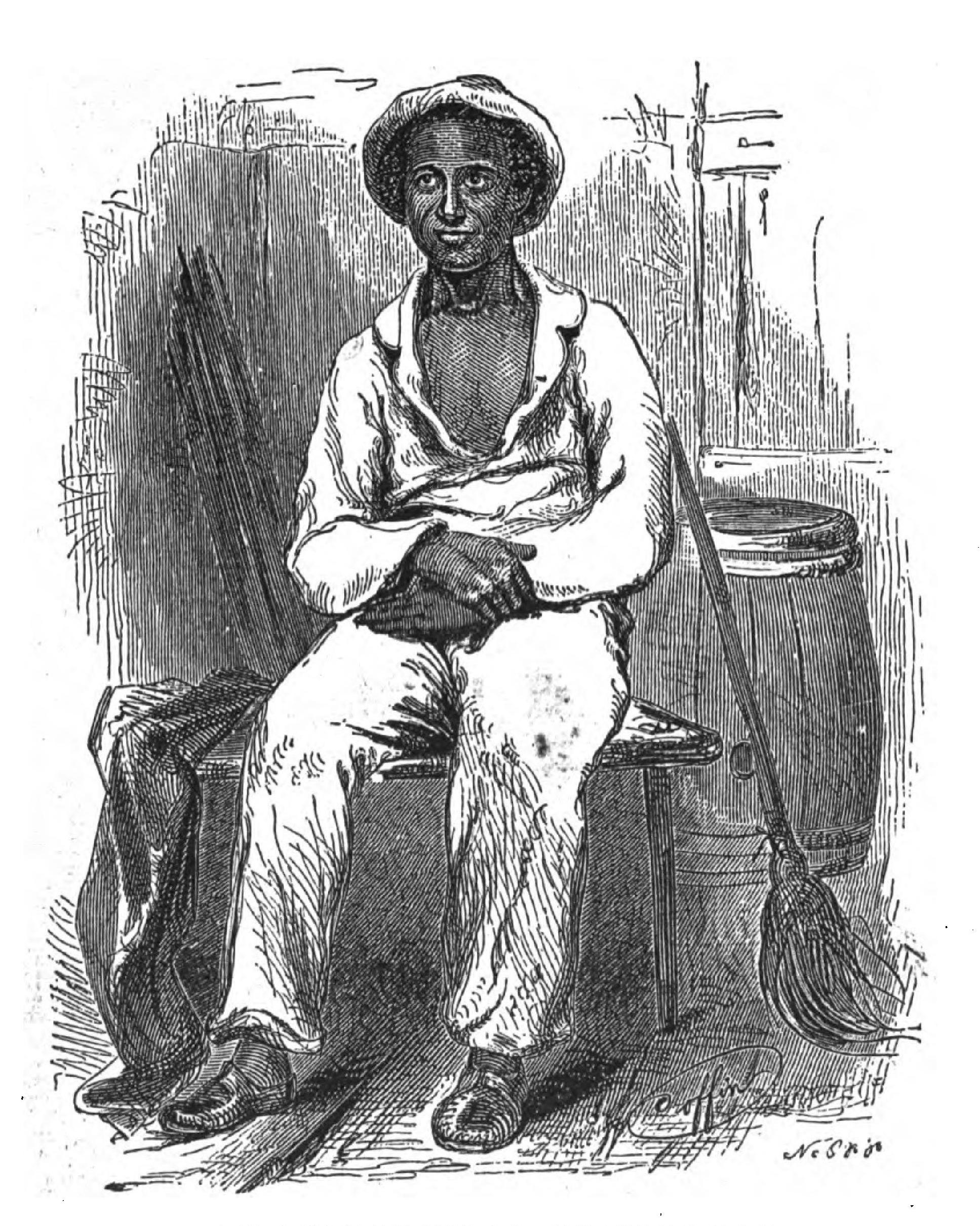
Solomon Northup w 1855

Solomon Northup (ur. 1808, zm. 1863) – amerykański działacz abolicjonistyczny. Urodził się jako wolny człowiek w Nowym Jorku, gdzie uzyskał wykształcenie i mieszkał z żoną i trójką dzieci. Zwabiony ofertą pracy, został porwany w roku 1841 (20 lat przed wybuchem wojny secesyjnej), a następnie sprzedany do niewoli w Waszyngtonie. Stamtąd został przewieziony do Nowego Orleanu i sprzedany właścicielowi niewolników na plantacji w Luizjanie. Został uwolniony po 12 latach pracy jako niewolnik.
Po odzyskaniu wolności spisał swoją autobiograficzną książkę 12 Years A Slave (wyd. polskie pt. Zniewolony. 12 Years a Slave), która stała się poruszającym świadectwem tego, czym było niewolnictwo w XIX-wiecznej Ameryce.
Okoliczności i data śmierci Northupa nie są do końca pewne. 
Pamiętnik, jaki sporządził, był parokrotnie przedrukowywany. W 2013 roku, na podstawie jego wspomnień, powstał film Zniewolony (12 Years a Slave) w reżyserIi Steve’a McQueena, z Chiwetelem Ejioforem grającym rolę Northupa. 
Film zdobył 7 nominacji do Złotych Globów. Obraz zdobył statuetkę w najważniejszej kategorii – najlepszy dramat filmowy 2013 roku oraz 3 Oscary.